# I Wanna Be Your Dog
“I Wanna Be Your Dog” es un sencillo de la banda estadounidense The Stooges publicado en 1969 para su álbum homonimo, Aunque pasó desapercibida en su lanzamiento, pronto fue reconocida como “la primera muestra de punk de la historia de la música” gracias a su sonido crudo y actitud desafiante, adelantándose al punk rock de mediados de los setenta, Hoy sigue siendo un himno proto‑punk de referencia y un punto de partida ineludible para entender la evolución del rock hacia el punk.

## Antecedentes y lanzamiento
La canción surgió en 1967 durante un ensayo del grupo, entonces llamado Psychedelic Stooges, cuando Iggy Pop escuchó a Ron Asheton tocar un riff distintivo. A finales de 1969, el periodista Danny Fields se convirtió en el mánager de la banda, consiguiendo un contrato con el sello Elektra y que el ex‑Velvet Underground John Cale se encargara de la producción del álbum debut de los Stooges. «I Wanna Be Your Dog» formó parte de dicho disco homónimo (The Stooges), publicado en agosto de 1969, coincidiendo con la semana del festival de Woodstock. Unos meses después (octubre de 1969) salió como sencillo promocional. A pesar de su energía cruda, el sencillo pasó prácticamente desapercibido en su lanzamiento inicial

## Composición y letra
El tema se basa en un riff de guitarra de tres acordes (G–F♯–E) que se repite continuamente a lo largo de la canción. A este riff se suman la batería sólida de Scott Asheton y el bajo de Dave Alexander, mientras el productor John Cale añade un piano monocorde y percute cascabeles de forma constante para crear una atmósfera hipnótica. Esta sencillez compositiva fue calificada por Rolling Stone como un «mantra proto-punk amenazante» construido con apenas tres acordes. La letra, agresiva y obsesiva, gira en torno a la sumisión erótica. Utiliza una expresión coloquial de la banda: si un chico le gustaba a una chica, decían que «querían ser su perro». Iggy Pop ha relatado que la idea le surgió cuando compró un collar de perro para llevarlo en el escenario. El tema repite la frase «I wanna be your dog» (quiero ser tu perro) en un tono urgido y dominante, reflejando una entrega masoquista al amante deseado. También incluye referencias psicodélicas, como el verso «losing my head on the burning sand», vinculado a su interés por la egiptología y las experiencias con LSD en aquel periodo

## Grabación y producción
La grabación tuvo lugar en junio de 1969 en el estudio The Hit Factory de Nueva York, El grupo trabajó bajo la producción de John Cale, quien además de dirigir las sesiones tocó el piano y los cascabeles en la canción. Según Iggy Pop, la experiencia en el estudio fue “traumática", Cale obligó a la banda a bajar el volumen de sus guitarras distorsionadas para poder grabar lo que retrasó la sesión pero no redujo la intensidad final del sonido. Posteriormente, Jac Holzman (presidente de Elektra) supervisó la mezcla definitiva del disco El riff de Ron Asheton y el ritmo insistente de Scott Asheton se mantienen sin concesiones, a pesar de estos ajustes técnicos. Al final, John Cale quedó acreditado como productor del tema.

## Versiones
- Joan Jett & the Blackhearts En Up Your Alley

## Popularidad y recepción
«I Wanna Be Your Dog» es considerada una de las canciones más influyentes de los Stooges y un himno precursor del punk. En 2004 Rolling Stone la incluyó en su lista de las «500 mejores canciones de todos los tiempos» (puesto 438). La misma revista destacó cómo, con solo tres acordes «sucios», la banda creó un «mantra proto-punk amenazante». Aunque en su momento el tema recibió poca atención comercial, con el auge del punk en los años 70 su valor histórico y su sonido revolucionario fueron ampliamente reconocidos

## Uso en medios
La canción ha sido utilizada en diversos medios audiovisuales. La versión original aparece en bandas sonoras cinematográficas, por ejemplo en la película Lock, Stock and Two Smoking Barrels (1998). Además, el cantante John McCrea interpretó una versión del tema para la película de Disney Cruella (2021), lo que contribuyó a su difusión entre nuevas audiencias.

## Créditos y personal
- Iggy Pop – voz principal
- Ron Asheton – guitarra eléctrica
- Scott Asheton – batería
- Dave Alexander – bajo
- John Cale – piano, campanillas, productor musical